# (15491) 1999 CW85
A (15491) 1999 CW85 a Naprendszer kisbolygóövében található aszteroida. A LINEAR projekt keretében fedezték fel 1999. február 10-én.